# Янбых, Рената Геннадьевна
Рена́та Генна́дьевна Янбы́х (род. 15 сентября 1966, Рига) — российский учёный в области аграрной политики, сельскохозяйственной кооперации и устойчивого развития сельских территорий, член-корреспондент РАН (2016).

## Биография
Окончила МГУ (1988) и его аспирантуру (1988—1992, кафедра планирования народного хозяйства экономического факультета).
- 1992—1997 научный сотрудник, старший научный сотрудник, ведущий научный сотрудник Аграрного института (с 1996 г. — Всероссийский институт аграрных проблем и информатики).
- 1997—1998 советник заместителя председателя правительства Российской Федерации — министра экономики Я. М. Уринсона.
- 1998—1999 ведущий научный сотрудник Всероссийского института аграрных проблем и информатики им. А. А. Никонова.
- 1999—2000 менеджер проекта, заместитель директора Фонда поддержки аграрной реформы и сельского развития.
- 2000—2002 советник заместителя председателя правительства Российской Федерации — министра сельского хозяйства А. В. Гордеева.
- 2002—2006 директор Фонда поддержки аграрной реформы и сельского развития.
- 2007 — ведущий научный сотрудник, с декабря того же года — руководитель отдела ФГБНУ «Всероссийский институт аграрных проблем и информатики им. А. А. Никонова».

## Научная деятельность
Специалист в области аграрной политики, сельскохозяйственной кооперации и устойчивого развития сельских территорий. Доктор экономических наук (2012), профессор РАН (2016), член-корреспондент РАН по Отделению сельскохозяйственных наук (2016).
Автор около 140 научных трудов, из них 87 монографий и книг.
Некоторые публикации:
- Аграрная реформа в России: концепция, опыт, перспективы / соавт.: И. Н. Буздалов и др.; ГНУ Всерос. ин-т аграр. пробл. и информ. им. А. А. Никонова. — М.: Энцикл. рос. деревень, 2000. — 431 с.
- Механизмы устойчивого сельского развития: метод. пособие. Ч. 1. Обеспечение занятости и повышение доходов сельского населения / соавт.: А. В. Петриков и др.; Ассоц. «АГРО». — М., 2003. — 329 с.
- Всероссийская сельскохозяйственная перепись: проблемы, методология, рекомендации / соавт.: А. В. Петриков и др.; ГНУ Всерос. ин-т аграр. пробл. и информ. им. А. А. Никонова. — М., 2005. — 295 с.
- Инициатива развития Зерафшанской долины: укрепление и совершенствование политики сокращения бедности на основе устойчивого экономического роста: метод. пособие / соавт.: В. Я. Узун и др. — М.: Росагрофонд, 2006. — 208 с.
- Научные труды: Вып. 25. Устойчивое развитие сельских территорий: региональный аспект / соавт.: А. В. Петриков и др.; ГНУ Всерос. ин-т аграр. пробл. и информ. им. А. А. Никонова. — М.: Энцикл. рос. деревень, 2009. — 271 с.
- Мониторинг осуществления Госпрограммы (2008—2009 годы) / соавт.: Е. А. Гатаулина и др. — М.: Колос, 2010. — 439 с.
- Научные труды: Вып. 34. Развитие сельскохозяйственной кредитной кооперации в России / ГНУ Всерос. ин-т аграр. пробл. и информ. им. А. А. Никонова. — М.: Энцикл. рос. деревень, 2011. — 222 с.
- Научные труды: Вып. 41. Научно-методические основы устойчивого развития сельских территорий / соавт.: С. О. Сиптиц и др.; ГНУ Всерос. ин-т аграр. пробл. и информ. им. А. А. Никонова. — М.: Энцикл. рос. деревень, 2015. — 184 с.
- Система государственной поддержки сельского хозяйства в условиях членства в ВТО / соавт.: С. В. Киселев и др. — М.: МГУ им. М. В. Ломоносова, 2016. — 176 с.